# ROC Leiden

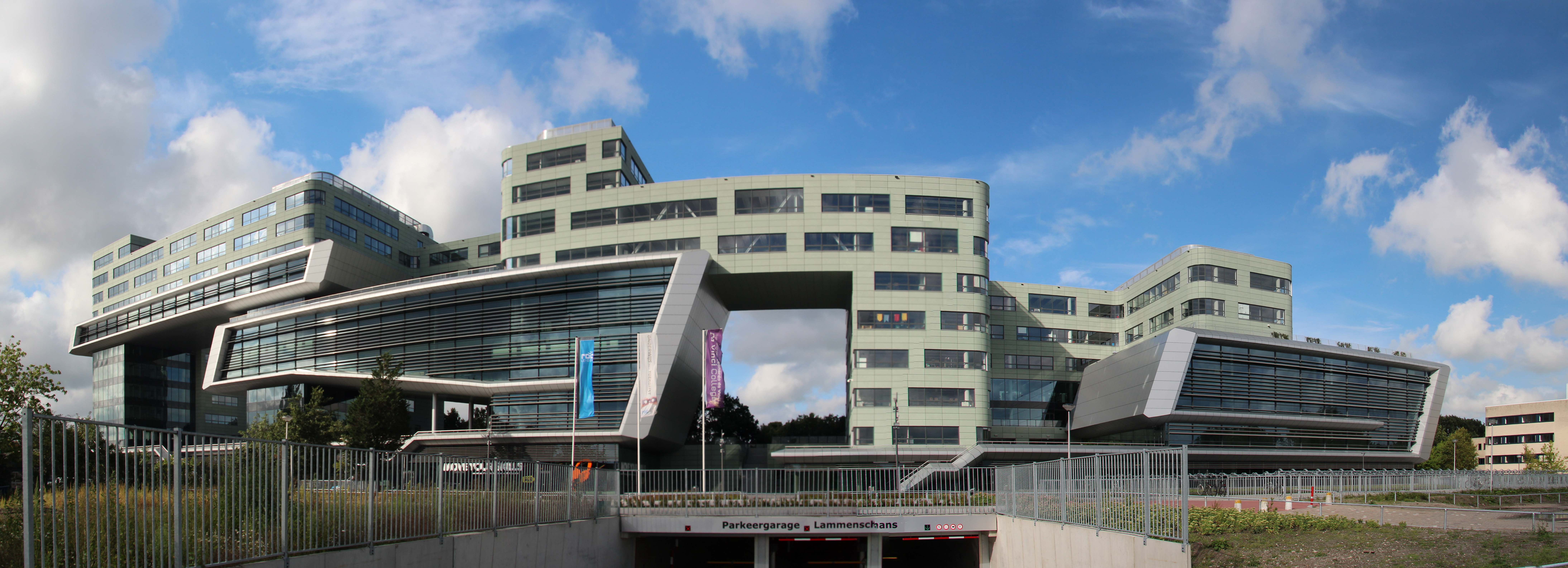
Gebouw van het ROC Leiden bij het station Leiden Lammenschans.

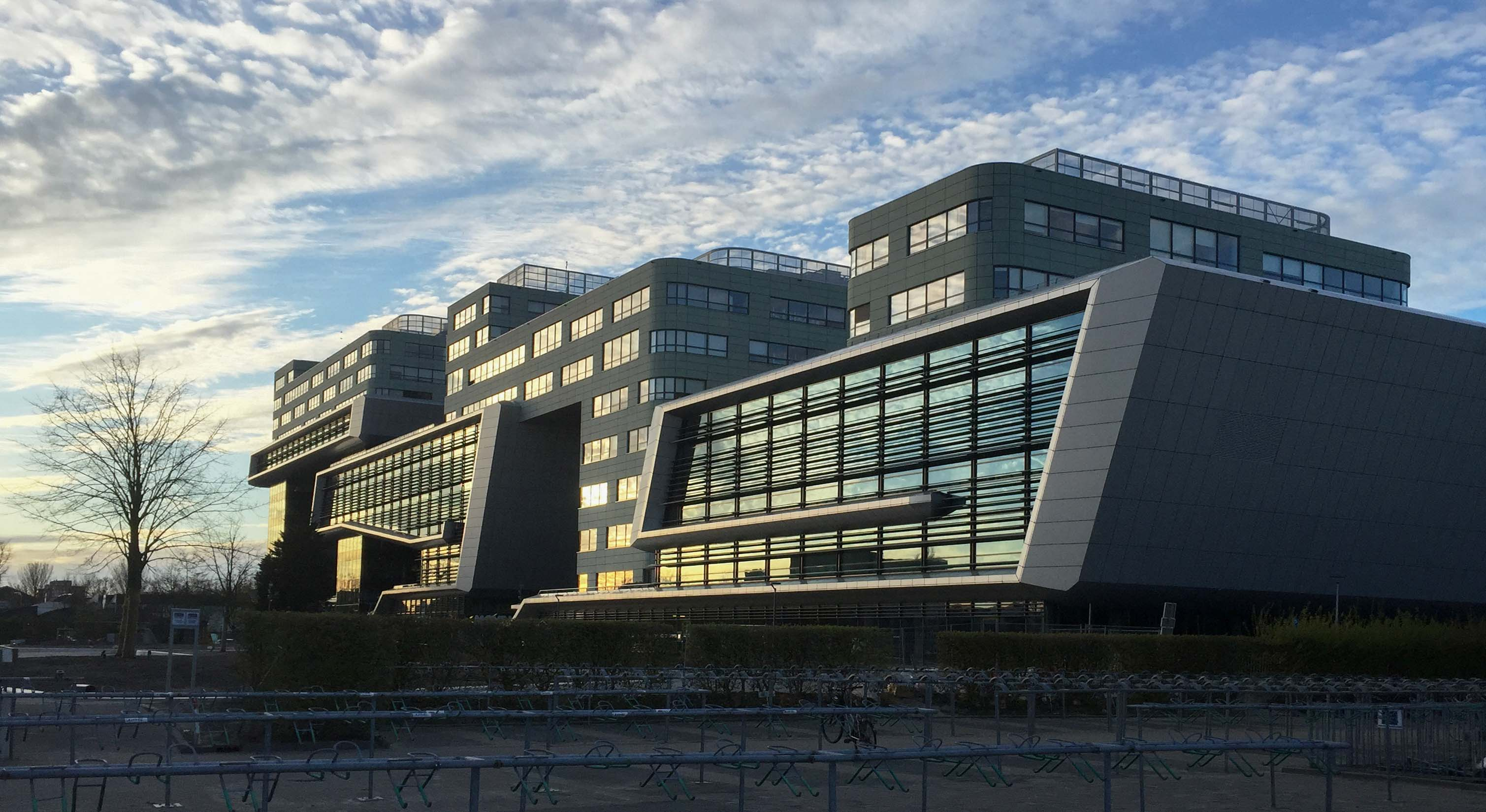
ROC bij Leiden Lammenschans

ROC Leiden was een regionaal opleidingencentrum voor middelbaar beroepsonderwijs en volwasseneneducatie in de Nederlandse regio Holland Rijnland met vestigingen in de gemeenten Leiden, en Leiderdorp. Het is in 1996 opgericht als resultaat van een fusie van een groot aantal onderwijsinstellingen. Een van die instellingen was de vermoedelijk oudste Nederlandse technische school: Mathesis Scientiarum Genitrix. De volledige naam van het ROC Leiden was Stichting ROC Leiden, Centrum voor Educatie en Beroepsonderwijs in de Regio Leiden Duin en Bollenstreek.
Als gevolg van vastgoedcontracten, gesloten voor de bouw van twee grote onderwijsgebouwen ter vervanging van achttien over Leiden verspreide vestigingen, kwam het ROC vanaf 2011 in grote financiële problemen die uiteindelijk ook de onderwijskwaliteit aantastten. In 2015 dreigde de instelling failliet te worden verklaard, maar uiteindelijk stemde de Tweede Kamer op 23 juni 2015 in met een kapitaalsinjectie die een 'gecontroleerde ontmanteling' mogelijk moest maken.  
In april 2017 werd bekendgemaakt dat ROC Leiden en ID College Gouda in september 2017 zouden samengaan onder de naam mboRijnland. Ook de niet tot het MBO behorende onderdelen van beide instituten (zoals Boerhaave College Leiden en VAVO ID College) zouden die naam gaan dragen.

## Organisatie
Het overgrote deel van de instelling bestond uit zes opleidingsclusters op mbo-niveau met 22 vakken en bijna 7700 leerlingen, die de didactiek van het competentiegericht leren toepassen, gericht op de beroepsgerichte kwalificatiestructuur. In 2011 is hiervoor het Leids Onderwijs Model ontwikkeld. In 2015 werd het Leids Onderwijs Model door de school weer losgelaten als gevolg van de herstructurering van het onderwijs.
Daarnaast is er volwasseneneducatie met tot voor kort 2000 cursisten, maar door beëindiging van de gemeentelijke bekostiging zijn basiseducatie en inburgering / NT2 grotendeels afgebouwd. In deze sector herkreeg de afdeling Vavo in 2011 de oude naam Boerhaave College. Dit heeft ongeveer 500 vwo-, havo- en vmbo-TL-leerlingen, waarvan een groot percentage via uitbesteding door scholen voor voortgezet onderwijs in de regio (de "Rutte-regeling"). Ook organiseert ROC Leiden aparte cursussen en trainingen.
De instelling had 700 werknemers (590 fte).

### Bestuursstructuur
Het College van Bestuur bestond per juni 2015 uit Lieteke van Vucht Tijssen (lid a.i.) en Ricardo Winter (voorzitter). Naast het CvB bestaat er een Raad van Toezicht (die onder andere de leden van het CvB benoemt en toezicht houdt op het beleid en het functioneren van het CvB). Op de jaarrekening werd een accountantscontrole verricht. Daarnaast was er, zoals bij alle ROC's, toezicht van de Onderwijsinspectie.

## Huisvesting

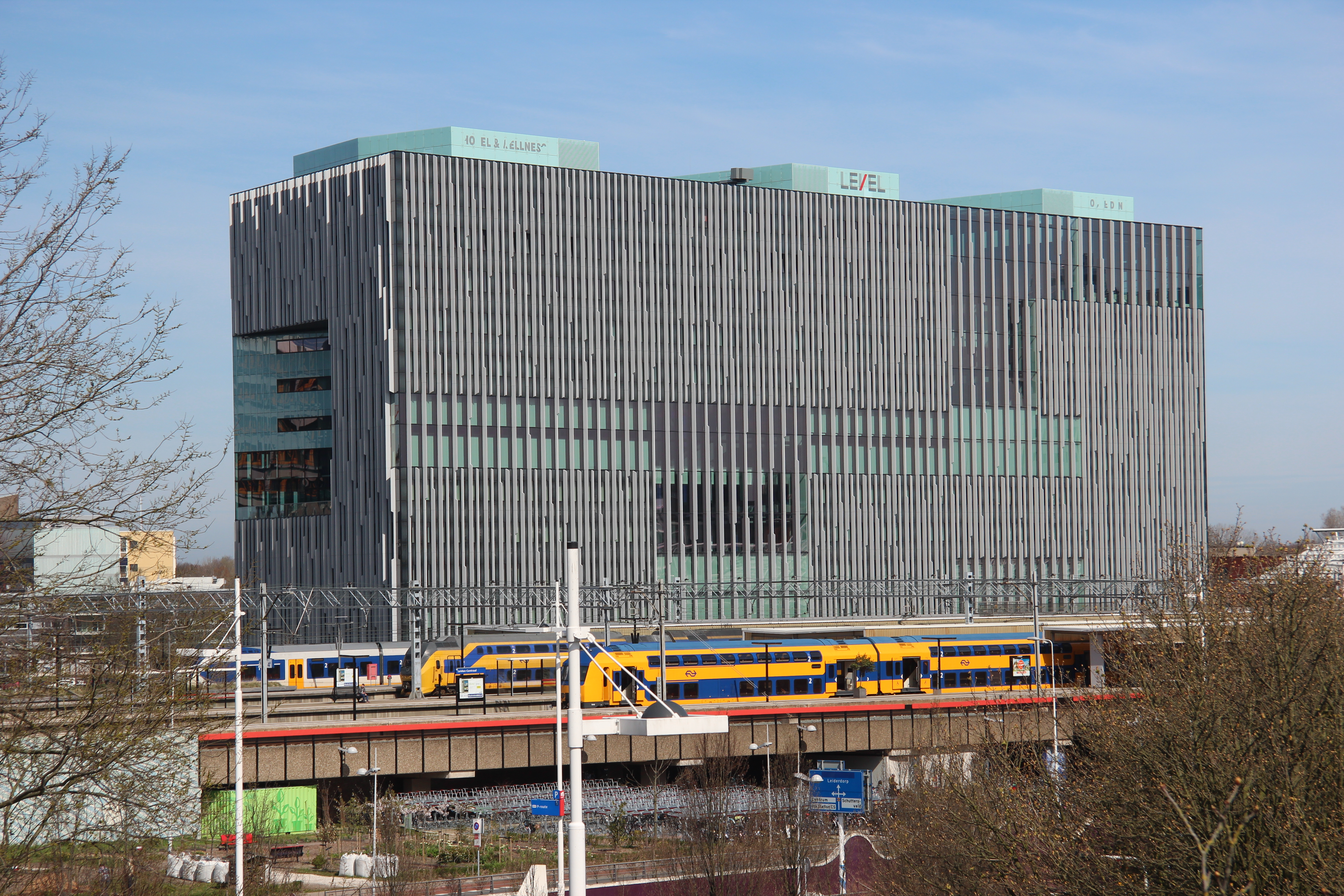
Gebouw 'Level' bij het station Leiden Centraal.

De 21 gebouwen op vijf verschillende plekken in Leiden en Leiderdorp zijn afgestoten nu het onderwijs is geconcentreerd in nieuw gebouwde vestigingen bij station Leiden Lammenschans (geopend in 2011) en in gebouw "Level" bij station Leiden Centraal.
In het gebouw ROC Lammenschans (architect Rau en partners, aannemer Heijmans) aan het Bètaplein zijn met ingang van het schooljaar 2011-2012 de opleidingen Techniek, Economie, ICT en Handel van ROC Leiden ondergebracht, plus in een aparte vleugel een vmbo-afdeling van het Da Vinci College. Om praktijkervaring op te doen kwamen er ook een bedrijfsrestaurant en verschillende techniekwerkplaatsen. De aangekondigde winkels (waaronder een PLUS-supermarkt) en horecavoorzieningen zijn niet gerealiseerd.
Het gebouw "Level" (architect Meyer & Van Schooten Architecten, aannemer Visser & Smit, een onderdeel van Volker Wessels) aan de Bargelaan biedt met ingang van het schooljaar 2013-2014 huisvesting aan de andere mbo-afdelingen van ROC Leiden: Horeca, Sport & Bewegen, Bakkerij, Orde & Veiligheid, Facilitaire Dienstverlening, Welzijn en Zorg. Mede om studenten praktijkervaring op te laten doen zijn hier een hotel, een zorghotel, restaurants, een wellness resort en een fitnesscentrum gevestigd die door een ander bedrijf worden geëxploiteerd. Ook het Boerhaave College voor Vavo en de opleidingen van Educatie hebben er een plek.  
De opleiding Middelbaar Laboratorium onderwijs (MLO) is ondergebracht in het gebouw van de Hogeschool Leiden, waar zich praktijkruimtes bevinden.

## Financiën

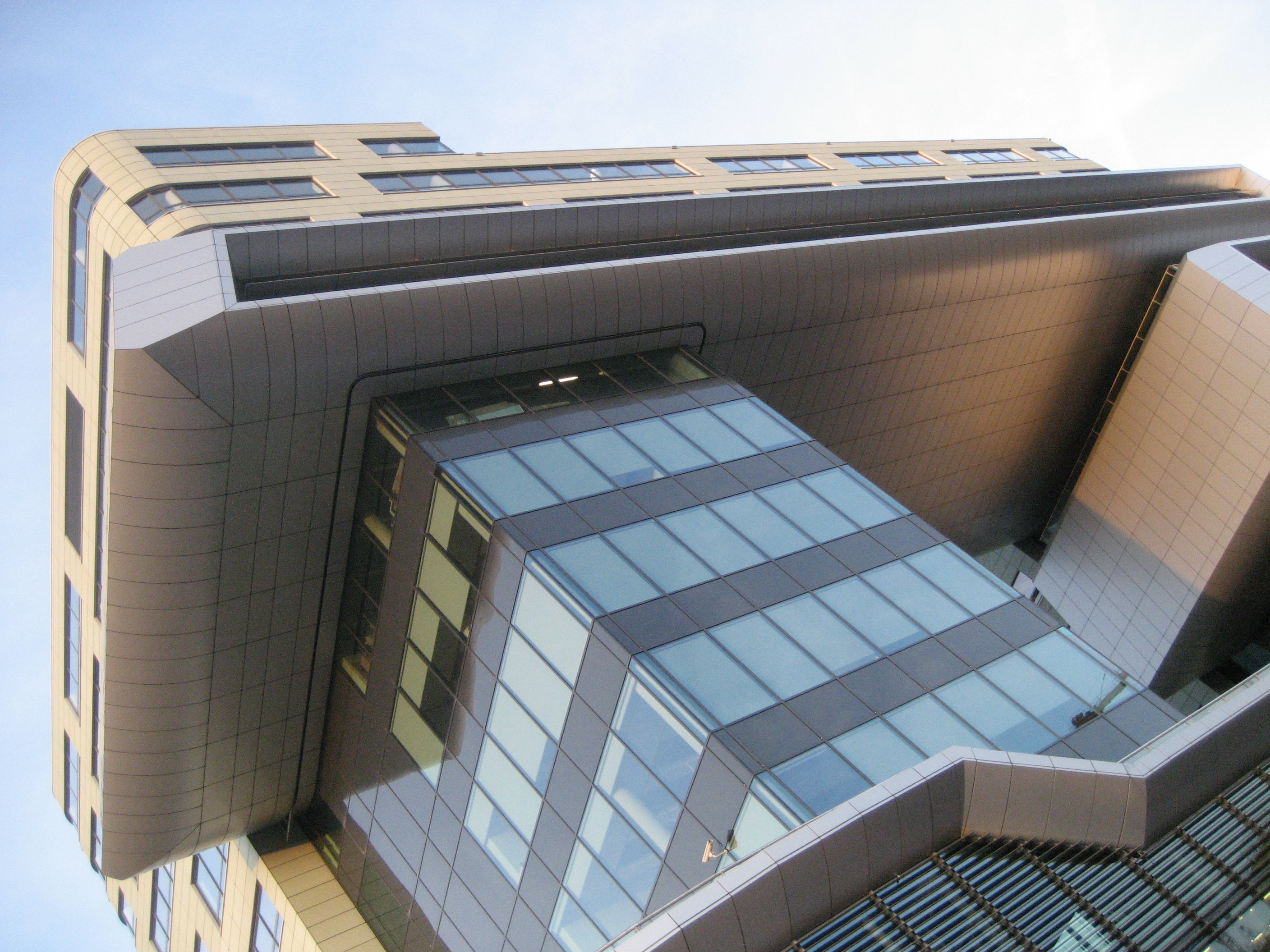
ROC bij Leiden Lammenschans

### Situatie sinds 2012
Het ROC Leiden is een van de vijf Nederlandse scholen met een hoog financieel risico. Daarnaast zijn er twaalf scholen met een verhoogd risico. De besturen van de zeventien scholen staan onder verscherpt financieel toezicht door de Onderwijsinspectie.
In het voorjaar van 2012 werd bekend dat het ROC Leiden het grote pand bij Leiden Lammenschans heeft laten bouwen voor een bedrag van 75 miljoen euro. Het is daarna verkocht aan de investeerder Green Real Estate van het textielconcern Zeeman, die het vervolgens terugverhuurt aan het ROC Leiden voor 3,1 miljoen per jaar. Dat heeft zich verplicht het gebouw na twintig jaar van Green Real Estate terug te kopen voor 73 miljoen euro. Het bedrag daarvoor is vastgezet bij de Bank Nederlandse Gemeenten. Doordat de kredietcrisis de economische vooruitzichten minder rooskleurig heeft gemaakt en het aantal te verwachten mbo-scholieren onzeker is, drukt deze constructie, die in 2008 is aangegaan, zwaar op het budget en beperkt de mogelijkheden voor het onderwijs en het personeel van het ROC Leiden. Voor de nieuwbouw bij Leiden Centraal is een vergelijkbare constructie overeengekomen.
Volgens het College van Bestuur betaalt het ROC Leiden jaarlijks ongeveer 2,5 miljoen euro meer huur dan vergelijkbare mbo-instellingen. Daaronder lijdt ook de onderwijskwaliteit, die geen gelijke tred houdt met de groei van het aantal mbo'ers. Daarom wordt voor 2015-2016 een studentenstop ingesteld voor slecht lopende opleidingen. Onderhandelingen met de eigenaren van het onroerend goed om een lagere huurprijs overeen te komen en op die manier geld vrij te maken voor verbetering van de onderwijsvoorzieningen, hadden eind januari 2015 nog niet tot resultaat geleid.
Jacques van Gaal (oud-bestuursvoorzitter) en Tjeerd van Rij (oud-voorzitter raad van toezicht) waren indertijd de belangrijkste bestuurders achter de omstreden vastgoeddeal. Beiden verklaarden in november 2014 dat ze deze afspraken nu weer zouden maken.

### Noodsituatie 2015
In 2015 was de financiële situatie zo nijpend geworden, dat een acuut faillissement dreigde. Op 13 februari schreef minister Jet Bussemaker van Onderwijs in een brief aan de Tweede Kamer dat het ROC Leiden zou worden opgeheven. De onderwijsverplichtingen zouden worden overgenomen door het ID College, ook een ROC. Het ID College was in beginsel bereid de leerlingen en docenten van het ROC Leiden over te nemen, maar niet de gebouwen. De afspraken voor de overname moesten verder uitgewerkt worden voordat ze definitief zouden worden.
Op 1 mei 2015 stuurde minister Bussemaker opnieuw een brief naar de Kamer. Omdat het ID College niet het volgende slachtoffer wilde worden van hoge vastgoedlasten, had het voor de overname een bedrag van 140 miljoen euro gevraagd aan het ministerie, dat daartoe niet bereid was. In de brief gaf de minister aan dat de onmiddellijke overname van de baan was, maar dat ROC Leiden en ID College de komende periode toe willen werken naar een gemeenschap van mbo-scholen. De instellingen zullen intensief samenwerken aan onderwijskwaliteit en zullen zich voorbereiden op volledige integratie. Tot het moment van uiteindelijke overname werken ROC Leiden en ID College als zelfstandige instellingen met eigen colleges van bestuur. De colleges zullen vanuit een duidelijke agenda gezamenlijk leiding geven aan de samenwerking. Ricardo Winter geeft per 1 juni 2015 leiding aan het overdrachtsproces vanuit ROC Leiden.
Zekerheid hierover was er nog niet. Er volgde een brief met aangepaste plannen, waarbij het ministerie met een bedrag van 40 miljoen euro ervoor wilde zorgen dat het ROC aan lopende financiële verplichtingen zou kunnen voldoen. Deze gelden, die een faillissement per 1 juli 2015 zouden voorkomen, moesten door de gezamenlijke mbo-sector worden opgebracht. Een faillissement per 1 juli 2015 was niet uitgesloten omdat enkele fracties in de Kamer daaraan de voorkeur gaven, maar werd door de minister en een aantal andere fracties onwenselijk geacht. Op dinsdag 23 juni stemde de Kamer in meerderheid tegen een onmiddellijk faillissement en daarmee voor een gefaseerde ontmanteling van het ROC Leiden in samenwerking met omringende ROC's, waarbij het handhaven van gezonde opleidingen mogelijk is. De Kamer nam ook een motie aan waarin de regering werd verzocht te onderzoeken of het wenselijk is de verantwoordelijkheid voor het vastgoed bij de besturen van de instellingen voor beroepsonderwijs te laten.

### Aansprakelijkstelling oud-bestuurders
Het ROC Leiden heeft eind 2015 enkele voormalige leden van de raad van toezicht en twee vroegere leden van het college van bestuur aansprakelijk gesteld voor de financiële schade die zou zijn ontstaan door onbehoorlijk bestuur (zie ook: Bestuurdersaansprakelijkheid). Vooralsnog zijn dit aansprakelijkstellingen met een 'algemeen karakter', dat wil zeggen dat zij 'in algemene zin' zijn aangesproken voor de geleden schade. Nadat van alle betrokkenen afzonderlijk informatie is verzameld over hun precieze doen of nalaten kunnen de algemene aansprakelijkstellingen worden vervangen door individuele dagvaardingen. De aansprakelijkstelling is voor 40 miljoen euro, hetzelfde bedrag dat door de overheid is bijgedragen om een faillissement te voorkomen.
De betrokken oud-leden van de raad van toezicht ROC Leiden (in alfabetische volgorde) zijn:
- Voorzitters:
  - Liesbeth Halbertsma (2010-2014)
  - Tjeerd van Rij (2001-2009)
- Leden:
  - Ron Bormans (juni 2006-december 2010)
  - Ron Droste (juni 2009-juni 2014)
  - Liesbeth Halbertsma (juni 2006-december 2009)
  - Pieter Hettema (juni 2009-mei 2015)
  - Rolf Oosterloo (juli 1999-juli 2008)
  - Kees den Ouden (juli 1999-juli 2008)
  - Maja Sanders (juni 2006-oktober 2010)
  - Ing Yoe Tan (juni 2006-juni 2014)

De betrokken voormalige leden van het College van Bestuur zijn:
- Jacques M. van Gaal, tot 1 juli 2010 voorzitter, tot 1 juni 2011 lid
- Marieke J. Jas, lid tot 1 april 2011

### Strafrechtelijk onderzoek naar het handelen van de gemeente Leiden
In december 2015 werd door de FIOD een inval gedaan bij de gemeente Leiden omdat werd vermoed dat de gemeente bij de levering van het deel van het gebouw bij het Station Leiden Lammenschans, waar het Da Vinci College zou worden gehuisvest, met opzet een te lage kostprijs zou hebben opgegeven. Namelijk 16 miljoen in plaats van 29 miljoen euro. Daardoor zou de gemeente 1,7 miljoen euro te weinig belasting hebben betaald.
In maart 2016 werd bekend dat de Belastingdienst het zogenaamde ‘Horizontaal Toezicht’ bij de gemeente Leiden heeft opgeschort. Die vorm van toezicht is gebaseerd op transparantie, begrip en wederzijds vertrouwen en impliceert dat de Belastingdienst niet of nauwelijks materiële controles instelt bij de betrokken organisaties. De Belastingdienst heeft de gemeente meegedeeld, dat een lopend strafrechtelijk onderzoek niet strookt met een samenwerkingsovereenkomst op basis van vertrouwen. Zo lang het onderzoek loopt zal er daarom geen sprake zijn van deze vorm van toezicht.